# Maizières (Haute-Saône)
Maizières é uma comuna francesa na região administrativa de Borgonha-Franco-Condado, no departamento de Alto Sona. Estende-se por uma área de 11,68 km². Em 2010 a comuna tinha 368 habitantes (densidade: 31,5 hab./km²).